# Hólmavík
Hólmavík je vesnice na severozápadě Islandu, v obci Strandabyggð. Leží na fjordu Steingrímsfjörður. V roce 2011 zde žilo 385 obyvatel.
V Hólmavíku sídlí Muzeum islandského čarodějnictví a kouzel. Narodil se zde básník Stefan Sigurdsson (Stefán frá Hvítadal) a hudebník Gunnar Þórðarson ze skupiny Hljómar. Své studio zde má malíř Einar Hákonarson.
Veřejnou dopravu zajišťuje autobusová linka společnosti Strætó z Borgarnes. Nedaleko obce se nachází letiště Hólmavík, žádné pravidelné lety na něj ale nemíří.